# Комова Вікторія Олександрівна
Вікторія Олександрівна Комова (рос. Виктория Александровна Комова, 30 січня 1995) — російська гімнастка, олімпійська медалістка.

## Виступи на Олімпіадах
| Олімпіада   | Дисципліна        | Місце   |
| ----------- | ----------------- | ------- |
| Лондон 2012 | абсолютний залік  | 2       |
| Лондон 2012 | командний залік   | 2       |
| Лондон 2012 | вільні врави      | 28 r1/2 |
| Лондон 2012 | різновисокі бруси | 5       |
| Лондон 2012 | колода            | 8       |